# 汉伯格 (北达科他州)
汉伯格（英語：Hamberg），是美国北达科他州下属的一座城市。根据2010年美国人口普查，该市有人口21人。